# Saint-Mard-de-Vaux
Saint-Mard-de-Vaux és un municipi francès situat al departament de Saona i Loira i a la regió de Borgonya - Franc Comtat. L'any 2009 tenia 281 habitants.

## Història
| Data d'elecció                           | Identitat      | Partit | Qualitat |
| ---------------------------------------- | -------------- | ------ | -------- |
| 1995-2002                                | Jean Nectoux   |        |          |
| 2002-2005                                | Gilles Morel   |        |          |
| 2005-2008                                | Gérard Meunier |        |          |
| 2008-                                    | Guy Duthoy     |        |          |
| les dades anteriors no són pas conegudes |                |        |          |
|                                          |                |        |          |

## Demografia
| A partir de 1990: Població sense dobles comptes |